# Vigintiljon
Vigintiljon är talet 10120 i tiopotensnotation, och kan skrivas med en etta följt av 120 nollor, alltså
1 000 000 000 000 000 000 000 000 000 000 000 000 000 000 000 000 000 000 000 000 000 000 000 000 000 000 000 000 000 000 000 000 000 000 000 000 000 000 000 000.
Ordet vigintiljon kommer från det latinska prefixet viginti- (tjugo) och med ändelse från miljon.
En vigintiljon är lika med en miljon novemdeciljoner eller en miljondel av en unvigintiljon.
En vigintiljondel är 10−120 i tiopotensnotation.